# 十八反十九畏
十八反、十九畏是中醫藥學的配伍禁忌，部分藥物混合使用，會增強其毒性反應或副作用，服用後會影響健康，甚至危及生命。根據中藥的配伍原則，相反，即兩種藥物合用，能產生或增強毒性反應或副作用；相畏，即一種藥物的毒性反應或副作用，能被另一種藥物減輕或消除。目前，十八反、十九畏為臨床上普遍認可的配伍禁忌。但历代著名医家常有违反十八反、十九畏的方剂，如张仲景的《金匮要略》就有「甘遂半夏汤」，方中甘遂和甘草同用。有醫藥學家還認為，相反藥用，能相反相成，產生較強的功效，尚若運用得當，可癒沉疴痼疾，故有人认为临床用药不应拘泥于此。總的來說，由於對十八反、十九畏的實驗研究尚處於初期階段，目前決定其取捨還為時尚早，有待進一步深入研究。故屬十八反、十九畏的藥對，若無充分根據和應用經驗，建議一般不應配伍使用。
有金朝时张元素《珍珠囊补遗药性赋》将“十八反”、“十九畏”编成歌诀，遂广为流传，相沿至今。

## 《十八反歌訣》
本草明言十八反，半蔞貝蘞及攻烏，藻戟遂芫俱戰草，諸參辛芍叛藜蘆。
十八反包括：
- 乌头（川烏、草烏、附子）反贝母（包括川貝母、浙貝母）、瓜蔞、半夏、白蔹、白及；
- 甘草反甘遂、大戟、海藻、芫花；
- 藜芦反諸參（人参、沙参、丹参、玄参）、细辛、芍药（白芍、赤芍）。化学研究提示其他人参属植物（三七、西洋参）也反。[2]

都属于七情的“相反”，即合用有毒。

### 化学和药理研究
- 藜芦反人参、丹参、西洋参、三七：藜芦与这四者合煎会导致藜芦生物碱溶出量加大，易中毒。单独煎液再合并则无此问题。另外和人参合煎会降低人参有效物质的溶出。[2]人参、藜芦同服显著改变动物CYP1A同工酶表达，但尚不清楚是否会导致负面作用。[2]
- 藜芦反细辛：合煎会改变细辛中成分的提取情况，但仍需研究阐明是否会导致负面作用。[2]藜芦、细辛单煎液合并给小鼠灌胃，可致中毒死亡，细辛似对藜芦毒性有促进作用。[2]
- 藜芦反苦参：配伍会逆转两种药对几种CYP450酶的诱导作用，但尚不清楚是否会导致负面效果。[2]
- 乌头反浙贝母、瓜蒌、半夏、白蔹、白及：合煎增加剧毒生物碱溶出，可能还生成新成分。[2]半夏、乌头合用对小鼠的毒性有协同作用。[2]附子配瓜蒌毒性不明显。[2]
- 甘草反芫花：合煎和单煎再合并的产物成分不同，但仍需研究阐明是否会导致负面作用。[2]芫花本身对大鼠心、肝、肾有毒，合用可能有协同作用。[2]
- 甘草反甘遂：甘草诱导CYP450酶表达，可以促进机体将甘遂内的前致癌物质和前毒物转化为有效形式。合用对心、肝、肾有可逆性伤害。甘草也会抑制甘遂对离体回肠的收缩作用。[2]
- 甘草反大戟：合用对大鼠肝毒性强，机理需要进一步阐明。甘草也会抑制大戟对离体回肠的收缩作用。[2]
- 甘草反海藻：合用对大鼠血液系统、心、肝、肾指标有影响，机理需要进一步阐明。甘草也会抑制海藻对离体回肠的收缩作用。[2]

## 《十九畏歌訣》
硫磺原是火中精，朴硝一見便相爭。

水銀莫與砒霜見，狼毒最怕密陀僧。

巴豆性烈最為上，偏與牽牛不順情。

丁香莫與鬱金見，牙硝難合京三棱。

川烏草烏不順犀，人參最怕五靈脂。

官桂善能調冷氣，若逢石脂便相欺。
十九畏并非七情的“相畏”，相比十八反出现负面作用的可信度也低不少。以下描述相互作用采用七情词语，“相恶”指破坏正面作用，“相使”指增强正面作用，“相反”指合用有毒。十九畏包括：
- 硫黄畏朴硝：似属“相恶”。[3]
- 水银畏砒霜：似属“相反”。[3]两者本身都有毒，也没有发生化学反应，可能只是单纯的毒性叠加。[4]
- 狼毒畏密陀僧：似属“相恶”或“相反”。[3]
- 巴豆畏牵牛子：“相反”。[3]
- 丁香畏郁金：“相使”或“相恶”。[3]
- 川乌、草乌畏犀角——不清楚同属附子是否畏。犀角的替代品水牛角表现出“相恶”。[3]
- 牙硝畏三棱：似属“相恶”。[3]
- 官桂(肉桂)畏赤石脂：“相使”或“相恶”。[3]
- 人参畏五灵脂：“相使”。[3]鲜有不良反应出现，反而增加补气作用。[4]其他人参属植物少有研究。

## 延伸阅读
- 李宁, 李玲玲, 李春晓, 陈玉欢, 李学林.  (PDF). 中国药房. 2019, 30 (4): 513–517  [2025-01-31]. doi:10.6039/j.issn.1001-0408.2019.04.16. （原始内容存档 (PDF)于2025-02-22）. (HTML 版本 （页面存档备份，存于）)——较全面阐述了配伍应用情况